# Ittihad FC
Ittihad FC (arabiska: نادي الاتحاد), även känt under namnet Al-Ittihad, är en saudisk fotbollsklubb från Jidda i provinsen Mecka. Klubben grundades 1927, tiden före den tredje Saudiska staten deklarerades, vilket gör den till den äldsta klubben i landet.
Klubbens hade en storhetstid från början av 1990-talet till slutet av 2000-talet, då man bland annat vann Asiatiska cupvinnarcupen 1999, två AFC Champions League (2004 och 2005) och tog en tredjeplats i Världsmästerskapet i fotboll för klubblag 2005.
Stjärnspelare som spelat i bland annat Jared Borgetti, Milenko Acimovic och Hamad Al-Montashari. Bebeto och Marcel Desailly har också representerat klubben. Även två svenskar har i olika omgångar verkat i klubben, Thomas Sjöberg som spelare och Roland Andersson som tränare (i två omgångar).
Den 6 juni 2023 köpte den saudiska statliga investeringsfonden Public Investment Fund (PIF) 75% av fotbollsklubben.

## Placering tidigare säsonger
| Säsong  | Nivå | Liga                      | Placering | Referens | Notering |
| ------- | ---- | ------------------------- | --------- | -------- | -------- |
| 2017/18 | 1    | Saudi Professional League | 9         | [ 2 ]    |          |
| 2018/19 | 1    | Saudi Professional League | 10        | [ 3 ]    |          |
| 2019/20 | 1    | Saudi Professional League | 11        | [ 4 ]    |          |
| 2020/21 | 1    | Saudi Professional League | 3         | [ 5 ]    |          |
| 2021/22 | 1    | Saudi Professional League | 2         | [ 6 ]    |          |
| 2022/23 | 1    | Saudi Professional League | 1         | [ 7 ]    |          |
| 2023/24 | 1    | Saudi Professional League | 5         | [ 8 ]    |          |
| 2024/25 | 1    | Saudi Professional League | 1         | [ 9 ]    |          |